# Kolec dendrytyczny

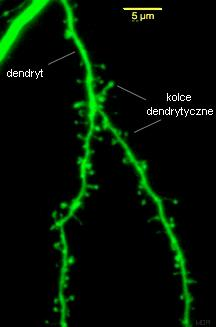
Dendryty neuronów piramidowych w hipokampie pokryte kolcami.

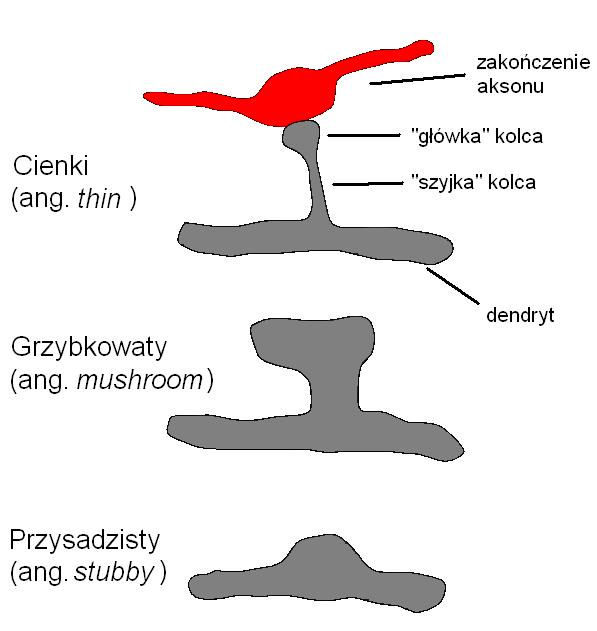
Trzy podstawowe typy kolców dendrytycznych.

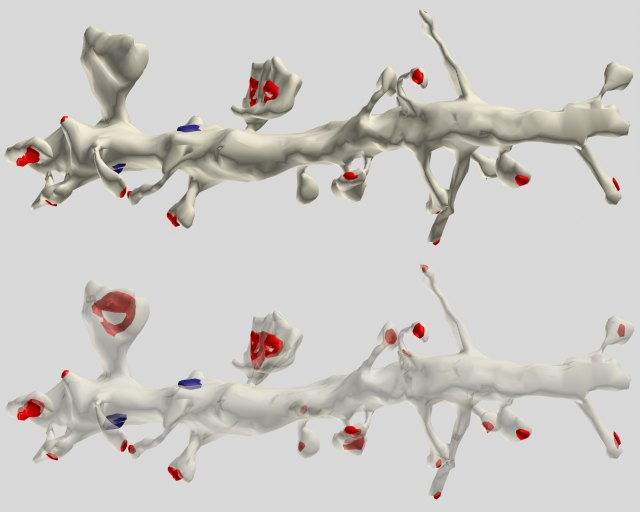
Trójwymiarowa rekonstrukcja kolców dendrytycznych. Kolorem czerwonym zaznaczono synapsy utworzone na kolcach, kolorem niebieskim - synapsy znajdujące się bezpośrednio na dendrycie.

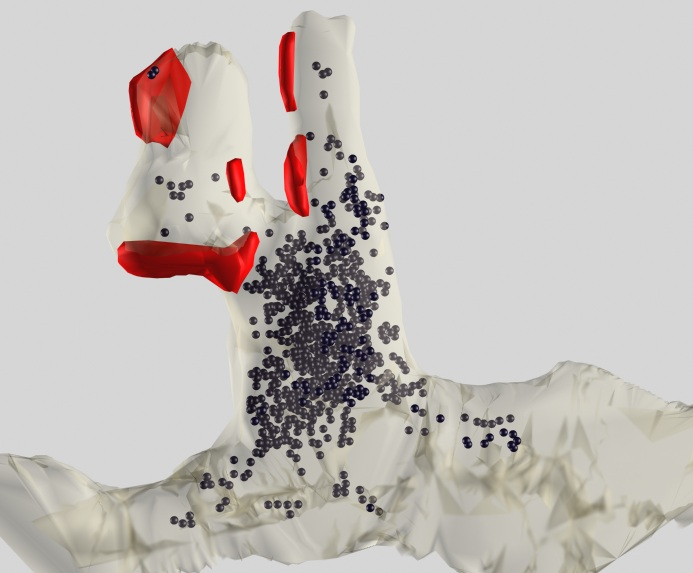
Trójwymiarowa rekonstrukcja pojedynczego kolca dendrytycznego. Kolorem czerwonym zaznaczono synapsy, kolorem czarnym rybosomy.

Kolec dendrytyczny – wypustka pokrywająca dendryty niektórych neuronów, odbiera sygnały pobudzające od innych neuronów poprzez znajdującą się na jej szczycie synapsę. Dendryty pojedynczego neuronu mogą być pokryte tysiącami kolców dendrytycznych. Ponad 90% synaps pobudzających w układzie nerwowym jest położonych na kolcach dendrytycznych.
Kolce dendrytyczne zostały po raz pierwszy opisane przez neuroanatoma Santiago Ramón y Cajala w 1888 roku.
Kolce dendrytyczne charakteryzują się dużą plastycznością. Obserwuje się znaczące zmiany w ich liczbie, przyjmowanych rozmiarach i kształcie, zachodzące w krótkich okresach czasu. Zmiany te są związane z procesami uczenia się i zapamiętywania.

## Występowanie
Obecność kolców dendrytycznych zanotowano u wszystkich kręgowców i niektórych owadów.

U człowieka kolce dendrytyczne znajdują się między innymi na dendrytach neuronów piramidowych kory mózgu, komórek Purkiniego w móżdżku oraz neuronów prążkowia. Szacuje się, że w całym ludzkim mózgu znajduje się ponad 1013 kolców dendrytycznych.

Średnie zagęszczenie kolców pokrywających dendryt to ok. 2-10 kolców/1 μm dendrytu.

## Morfologia
Obserwuje się różnice w rozmiarach osiąganych przez kolce dendrytyczne, zarówno między różnymi gatunkami jak i w różnych obszarach mózgu. Kolce w korze mózgu człowieka osiągają zwykle długość ok. 1 µm. Typowy, dojrzały kolec składa się z cienkiej, odchodzącej od dendrytu "szyjki" o średnicy ok. 0,1 µm oraz szerszej "główki" o średnicy ok. 0,5 µm.
Wyróżnia się trzy podstawowe typy budowy kolca: 
- grzybkowate kolce (ang. mushroom spines) - krótkie, z szeroką główką i wyraźnie cieńszą szyjką
- przysadziste kolce (ang. stubby spines) - bardzo krótkie, ze słabo zaznaczoną szyjką
- cienkie kolce (ang. thin spines) - długie, z główką o niewielkiej średnicy

Pomiędzy tymi podstawowymi typami budowy obserwuje się formy pośrednie. Ponadto na rozwijających się dendrytach występują bardzo cienkie i długie, pozbawione główki filopodia będące formą niedojrzałą kolców.

Niektóre kolce tworzą rozgałęzienia (ang. branched spines) i mają więcej niż jedną synapsę na szczycie.

## Budowa wewnętrzna
Za dużą plastyczność kolców odpowiadają filamenty aktynowe będące głównym składnikiem ich cytoszkieletu. W kolcach dendrytycznych obecne są liczne rybosomy co świadczy o wysokim poziomie syntezy białka zachodzącej w tych strukturach. Nie występują natomiast mikrotubule oraz mitochondria.
Około 10% powierzchni błony komórkowej kolców wchodzi w skład synaps i zawiera receptory dla glutaminianu (głównego neuroprzekaźnika pobudzającego) - są to m.in. receptory NMDA oraz receptory AMPA. Ponadto w błonie komórkowej kolców obecne są również receptory dla BDNF - czynnika wzrostu neuronów.

## Rozwój
Kolce dendrytyczne rozwijają się na dendrytach ssaków w pierwszych tygodniach życia. Najszybszy wzrost liczby kolców obserwuje się w drugim i trzecim tygodniu życia. Początkowo na dendrytach powstają filipodia - cienkie, pozbawione główki wypustki, które nie tworzą synapsy. Stopniowo przekształcają się one w dojrzałe kolce.
U młodych osobników okres "półtrwania" kolca jest dość krótki - tempo powstawania i eliminacji kolców dendrytycznych zachodzi na stosunkowo wysokim poziomie. U dorosłych osobników okres ten się skraca i obserwuje się większą stabilność kolców. Ponadto podczas starzenia się zachodzi stopniowy spadek ogólnej liczby kolców.
Różne zaburzenia rozwoju skutkujące wystąpieniem upośledzenia umysłowego (np. zespół Downa, alkoholowy zespół płodowy) wiążą się z nieprawidłowym rozwojem kolców dendrytycznych.